# Romain Demongeot
 (septembre 2022).
La mise en forme du texte ne suit pas les recommandations de Wikipédia : il faut le « wikifier ».
Les points d'amélioration suivants sont les cas les plus fréquents :
- Les titres sont pré-formatés par le logiciel. Ils ne sont ni en capitales, ni en gras.
- Le texte ne doit pas être écrit en capitales (les noms de famille non plus), ni en gras, ni en italique, ni en « petit »…
- Le gras n'est utilisé que pour surligner le titre de l'article dans l'introduction, une seule fois.
- L'italique est rarement utilisé : mots en langue étrangère, titres d'œuvres, noms de bateaux, etc.
- Les citations ne sont pas en italique mais en corps de texte normal. Elles sont entourées par des guillemets français : « et ».
- Les listes à puces sont à éviter, des paragraphes rédigés étant largement préférés. Les tableaux sont à réserver à la présentation de données structurées (résultats, etc.).
- Les appels de note de bas de page (petits chiffres en exposant, introduits par l'outil «  Source ») sont à placer entre la fin de phrase et le point final[comme ça].
- Les liens internes (vers d'autres articles de Wikipédia) sont à choisir avec parcimonie. Créez des liens vers des articles approfondissant le sujet. Les termes génériques sans rapport avec le sujet sont à éviter, ainsi que les répétitions de liens vers un même terme.
- Les liens externes sont à placer uniquement dans une section « Liens externes », à la fin de l'article. Ces liens sont à choisir avec parcimonie suivant les règles définies. Si un lien sert de source à l'article, son insertion dans le texte est à faire par les notes de bas de page.
- La présentation des références doit suivre les conventions bibliographiques. Il est recommandé d'utiliser les modèles {{Ouvrage}}, {{Chapitre}}, {{Article}}, {{Lien web}} et/ou {{Bibliographie}}. Le mode d'édition visuel peut mettre en forme automatiquement les références.
- Insérer une infobox (cadre d'informations à droite) n'est pas obligatoire pour parachever la mise en page.

Pour une aide détaillée, merci de consulter Aide:Wikification.
Si vous pensez que ces points ont été résolus, vous pouvez retirer ce bandeau et améliorer la mise en forme d'un autre article.
 (septembre 2022).
Si vous disposez d'ouvrages ou d'articles de référence ou si vous connaissez des sites web de qualité traitant du thème abordé ici, merci de compléter l'article en donnant les références utiles à sa vérifiabilité et en les liant à la section « Notes et références ».
Pour les articles homonymes, voir Demongeot.
Romain Demongeot est un directeur de la création, réalisateur et artiste français. Il a travaillé  dans la publicité et la réalisation pendant plus de 15 ans chez Duke Razorfish, DDB Paris, MPC France, Herezie, Publicis Luxe, We Are Social Singapore, Unit 9,, Media.Monks, et RodeoFX.

## Biographie
Il a obtenu un Master en conception et direction artistique à l’ESAG Penninghen, et une licence d’acteur-réalisateur à Acting International. Il est ceinture noire de judo.

## Carrière
Romain Demongeot a démarré sa carrière en France chez Duke en 2007 puis DDB Paris en 2009, et a ensuite travaillé chez Herezie et Publicis Luxe. Il a ensuite travaillé chez Unit9 à Londres, et We Are Social à Singapour. En janvier 2021 il quitte Unit9 et rejoint Media.Monks, avant de partir au canada prendre le poste de global ECD chez RodeoFX. Il a travaillé pour Levi's, Bentley, Ralph Lauren, Cartier, YSL, Oppo, Nike, et Epic Games, Intel, Sony, ou Mini, mais aussi pour Mika ou Viktor & Rolf. Il a dirigé, réalisé ou coréalise des productions pour Sony, Intel, Sanofi ou Epic Games. Il a aussi réalisé Love 2062, Krokodil Requiem, The Last Prophecy et Nos tempêtes bipolaires.

## Réalisation
Il a réalisé les courts métrages suivants :
- Love 2062 : un film anti-pollution
- Krokodil Requiem : un film de prévention contre les drogues dures
- The Last Prophecy : un film sur le futur des religions et l’intelligence artificielle
- Nos tempêtes bipolaires : un film de prévention sur les troubles bipolaires

## Distinctions
Il a remporté les prix suivants :
- Epica Awards pour Krokodil Requiem
- FWA pour The Last Prophecy[10]